# Nōami
Nōami (jap. 能阿弥), znany też jako Shinnō (jap. 真能); ur. 1397, zm. 1471 – japoński artysta tworzący w okresie Muromachi.

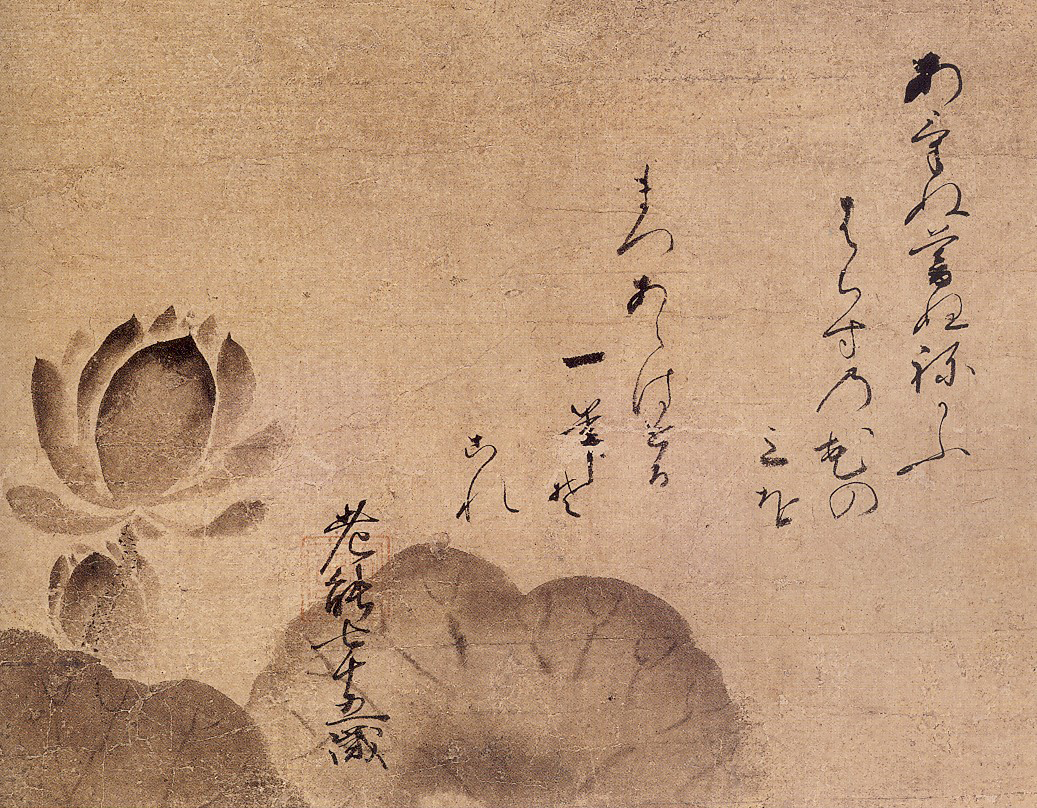
Obraz autorstwa Nōamiego

Prekursor rodziny artystów, do której należeli jego syn Geiami i wnuk Sōami. Służył jako dōbōshū na dworze siogunów Ashikaga, zajmując się gromadzeniem i katalogowaniem nadwornej kolekcji sztuki. Tworzył obrazy w stylu suiboku-ga, inspirowane chińskim malarstwem pejzażowym, przede wszystkim Muqiego. Pisał także poezje renga i był mistrzem ceremonii herbaty.